# Craspedosoma montenegrinum
Craspedosoma montenegrinum är en mångfotingart som beskrevs av Mrsic 1987. Craspedosoma montenegrinum ingår i släktet Craspedosoma och familjen knöldubbelfotingar. Inga underarter finns listade i Catalogue of Life.